# Панталеон-Даленсе
Панталеон-Даленсе (исп. Provincia de Pantaléon Dalence, кечуа Pantaléon Dalence pruwinsya) — одна из 16 провинций боливийского департамента Оруро. Площадь составляет 967 км². Население — 23 608 человек; плотность населения — 24,4 чел./км². Административный центр — город Уануни.

## География
Расположена в восточной части департамента. Протяжённость провинции с севера на юг составляет 55 км, с запада на восток — 65 км. Граничит с провинциями Серкадо (на севере и западе), Поопо (на юго-западе), а также с департаментами Потоси (на востоке) и Кочабамба (на юго-востоке).

## Административное деление
В административном отношении подразделяется на 2 муниципалитета: Уануни и Мачакамарка.